# Two the Hard Way
«Two the Hard Way» — спільний альбом американської співачки і акторки Шер і американського рокера Грегга Оллмена, які були представлені як «Allman and Woman», що вийшов у листопаді 1977 року на лейблі «Warner Bros. Records». Альбом розкритикували і успіху він не мав, було продано близько 550 тис. копій LP в світі.

## Про альбом
У 1976 році Шер одружилася з американським рокероим Греггом Оллменом, і, попри недовге і скандальне сімейне життя, вони знайшли час, щоб записати спільну платівку. Альбом вийшов під їх псевдонімом «Allman and Woman», його спродюсували сам Оллмен і його друзі Джонні Сендлін та Джон Гаені, які раніше написали кілька хітів для його гурту «The Allman Brothers Band». «Two the Hard Way» став продуктом бурхливих шлюбних стосунків двох музикантів, в його музиці було присутнє злиття південного року Оллмена і характерної поп-музики Шер. Попри незвичайну аерографічну обкладинку, музичні ідеї і спів Оллмена грали провідну роль в альбомі.
Альбом погано прийняла критика, в книзі 1979 року «Rolling Stone Record Guide» про нього було написано: «Важко уявити більш несумісну комбінацію… Це дно бочки після тривалого падіння для Грегга, і ще більше для тієї ж Шер», альбом був оцінений як «нікчемний». Однак багато хто оцінила сольні пісні виконавців: пісню Шер «Island» з цієї платівки, критики називали чи не найкращою її піснею з часів альбому «Stars» 1975 року.
Альбом вийшов у не найвдаліший час, Шер і Грегг були на обкладинці журналу «High Times» з заголовком «Наркопара року», бо Оллмен здав поліції деяких своїх друзів і помічників гурту, щоб уникнути потрапляння до в'язниці за звинуваченнями в зберіганні наркотиків. «Two the Hard Way» не мав комерційного успіху, і у 1983 році альбом був знятий з продажу.
Два сингла, що вийшли з альбому, не помітила публіка і в чарти вони не потрапили. Згідно з журналом «Billboard», альбом, як й інші релізи Шер, що вийшли на «Warner Bros. Records», не вийшли на компакт-диску і iTunes, бо всі права на нього належать Шер.

## Тур
В рамках рекламної кампанії альбому, Шер і Оллмен вирушили в мінітур «Two the Hard Way Tour». Через провал альбому, пара майже не виступала в США.
До початку туру, Шер остаточно завершила роботу над тимчасово відродженим шоу «The Sonny & Cher Show», а гурт Оллмена була на межі розпаду. Під час європейської частини туру пара відвідала Нідерланди, Бельгію, Францію, Англію, Уельс, Шотландію та Західну Німеччину. Тур почався 6 листопада 1977 року, планувалося 29 виступів, однак, 3 грудня Шер різко повернулася в США з дітьми.
Пара виступала з гуртом з восьми чоловік. Матеріал для шоу було відібрано ними обома і включав в себе як сольні хіти Оллмена, так і їх численні дуети. Під час виступів Шер носила майку, джинси і ковбойський капелюх; пара жартувала один над одним, але не так, як це було у «Sonny & Cher».
В листопаді 1977 року, після першого шоу в Бельгії, Оллмен сказав, що відчував деяке занепокоєння, бо до цього вони не виступали разом і не знали як їх приймуть глядачі. Шер сказала: «Це незвично, але я також не знаходжу труднощів у виконанні матеріалу в такому стилі… Мені здається, що ми вже давно співаємо разом».
Цей тур призвів до остаточного розпаду пари. За угодою, підписаною перед початком туру, Грегг позбувся наркотичної та алкогольної залежності. Однак, Шер незабаром дізналася, що Оллмен знову взявся за старе і, не чекаючи завершення туру, оголосила йому про розлучення.
Були записані концерти в Океанії та Японії, але, найімовірніше, вони так і залишаться невиданими. Три відео з японських концертів низької якості на початку 2008 року з'явилися на Youtube, Шер з'явилася тільки в одному з них. Пара в рамках промоальбому з'явилася на шоу «The Old Grey Whistle Test», де вони виконали «Love Me» і «Move Me», рідкісні кадри з цього виступу можна побачити в документальних фільмах «Still Cher» і «A & E Biography Cher».

## Список композицій
| Перша сторона | Перша сторона                    | Перша сторона                                             | Перша сторона |
| #             | Назва                            | Автор                                                     | Тривалість    |
| ------------- | -------------------------------- | --------------------------------------------------------- | ------------- |
| 1.            | «Move Me»                        | Фред Бекмаєр Велла М. Кемерон Стів Бекмаєр Джиммі Кемерон | 2:58          |
| 2.            | «I Found You Love»               | Алан Гордон                                               | 3:58          |
| 3.            | «Can You Fool»                   | Майкл Смотермен                                           | 3:21          |
| 4.            | «You've Really Got a Hold on Me» | Смокі Робінсон                                            | 3:18          |
| 5.            | «We're Gonna Make It»            | Біллі Девіс Карл Сміт Рейнард Мінер Джин Бердж            | 3:15          |
| 6.            | «Do What You Gotta Do»           | Джиммі Вебб                                               | 3:26          |

| Перша сторона | Перша сторона                                       | Перша сторона                                | Перша сторона |
| #             | Назва                                               | Автор                                        | Тривалість    |
| ------------- | --------------------------------------------------- | -------------------------------------------- | ------------- |
| 1.            | «In For the Night»                                  | Ед Сенфорд Джонні Таунсенд                   | 3:34          |
| 2.            | «Shadow Dream Song» (головний вокал Грегга Оллмена) | Джексон Браун                                | 3:43          |
| 3.            | «Island» (головний вокал Шер)                       | Ілен Раппапорт                               | 4:25          |
| 4.            | «I Love Makin' Love to You»                         | Бенджамін Вайсман Еві Сендс Річар Джермінеро | 3:49          |
| 5.            | «Love Me»                                           | Джеррі Лайбер Майк Столлер                   | 2:48          |

## Учасники запису
- Шер — головний вокал, гармонійні вокали
- Грегг Оллмен — головний вокал, гармонійні вокали, орган, продюсер
- Рікі Хірш, Джон Леслі Х'ю, Фред Такетт, Скотт Бойєр — гітара
- Рендолл Брамблетт, Харві Томпсон, Ронні Ідс — саксофон
- Харрісон Келловей, ДЖим Горн — горн
- Бен Колі — труба, флюгельгорн
- Денніс Гуд — тромбон
- Мікі Рафаель — гармоніка
- Боббі Холл — перкусія
- Віллі Вікс — бас
- Нейл Ларсен — піаніно електропіаніно, клавінета, орган
- Білл Стюарт — ударні
- Клайді Кінг, Даг Гейворд, Пет Хендерсон, Расселл Морріс, Шерлі Меттьюс, Тімоті Б. Шміт — бек-вокал
- Джиммі Вебб — струнне і горнове аранжування в піснях «We're Gonna Make It» і «Do What You Gotta Do»
- Ед Фрімен — струнне аранжуванняEd Freeman — string arrangements
- Сід Шарп — концертмейстерSid Sharp — concertmaster

Технічний персонал
- Джонні Сендлін — продюсер
- Джон Гаєні — продюсер пісні «You Really Got a Hold On Me» і «Do What You Gotta Do»
- Том Флай — інженер
- Девід Пінкстон — інженер
- Джон Кабалка — артдиректор
- Бред Канав'єр — дизайн
- Боб Джейкобс — обкладинка, фото
- Гаррі Ленгдон — фотографування